# Свети Димитър (Месолури)
Вижте пояснителната страница за други значения на Свети Димитър.
„Свети Димитър“ (на гръцки: Aγίου Δημητρίου) е възрожденска православна църква в гревенското село Месолури, Егейска Македония, Гърция. Част е от Гревенската епархия.

## Датировка
Църквата е разположена в центъра на селото. Според ктиторския надпис е издигнат в 1778 година. Според други сведения датата на строеж е 1865 година.

## Архитектура
В архитектурно отношение е трикорабна сводеста базилика с женска църква и екзонартекс. По цялата южна страна е екзонартексът с дървен покрив. Апсидата е полукръгла с отделен покрив. От север има две подпорни колони. Кулообразната камбанария е построена в 1937 година.
Църквата е изписана в 1876 година от зографите от Самаринската художествена школа Зисис Довас и Адам Христу Краяс. Във вътрешността – в наоса и женската църква, са запазени ценни стенописи от 1877 година.
В 1987 година църквата е обявена за защитен исторически паметник.